# 생물유기화학
생물유기화학(Bioorganic chemistry)은 유기화학과 생화학을 결합한 학문이다. 화학적 방법을 사용하여 생물학적 과정을 연구하는 생명 과학 분야이다. 단백질과 효소 기능이 이러한 과정의 예이다.
때때로 생화학은 생물유기화학과 같은 의미로 사용된다. 차이점은 생물 유기 화학은 생물학적 측면에 초점을 맞춘 유기 화학이라는 것이다. 생화학이 화학을 이용하여 생물학적 과정을 이해하는 것을 목표로 한다면, 생유기화학은 유기화학적 연구(즉, 구조, 합성, 동역학)를 생물학으로 확장하려는 시도이다. 금속효소와 보조인자를 조사할 때 생물유기화학은 생물무기화학과 겹친다.